# Lin-Manuel Miranda
Lin-Manuel Miranda (ur. 16 stycznia 1980 w Nowym Jorku) – amerykański aktor, dramatopisarz, kompozytor, raper i pisarz. Najszerzej znany z napisania muzyki, tekstu oraz występowania w broadwayowskich musicalach In the Heights i Hamilton. Zdobył nagrodę Pulitzera, dwie nagrody Grammy, nagrodę Emmy, MacArthur Fellowship oraz trzy nagrody Tony.

## Życiorys
Miranda urodził się w północnej części Manhattanu jako syn psycholog Luzy Towns i konsultanta Partii Demokratycznej Luisa Mirandy Jr. Jest pochodzenia portorykańskiego.
Ukończył studia na Wesleyan University w 2002 roku. W 2004 założył komediową grupę hip-hopową nazwaną Freestyle Love Supreme. Miranda napisał wczesną wersję In the Heights w 1999 roku, którą wystawił w kwietniu tego samego roku na scenie związanego z uniwersytetem Second Stage.

## Kariera

### In the Heights(2002–2010)
W 2002 roku Miranda i John Buffalo Mailer nawiązali współpracę z reżyserem Thomasem Kailem, wspólnie pisząc pięć wersji In the Heights. Po off-broadwayowskim sukcesie musical został wystawiony na Broadwayu w 2008 roku. Przedstawienie zdobyło nagrody Tony za najlepszy musical oraz najlepszą ścieżkę dźwiękową, a także nagrodę Grammy za najlepszy album musicalowy. Miranda za rolę Usnaviego uzyskał nominację do nagrody Tony za najlepszego aktora w musicalu.
Na początku 2009 roku Lin-Manuel Miranda opuścił rolę, lecz wystąpił jako Usnavi rok później w Los Angeles i w San Juan oraz w ostatnim miesiącu trwania przedstawienia na Broadwayu.
W tym okresie Miranda był zatrudniony do innych prac związanych z teatrem – między innymi napisał tłumaczenie dialogów na język hiszpański dla West Side Story oraz skomponował dwie nowe piosenki do Working. Zagrał też rolę Alviego w Dr House oraz pełnił obowiązki kompozytora dla Ulicy Sezamkowej.

### Bring It Oni role telewizyjne (2011–2014)
Lin-Manuel Miranda wspólnie z Tomem Kittem i Amandą Green napisali muzykę i tekst do Bring It On, musicalu opowiadającego o waśniach pomiędzy drużynami cheerleaderek. Spektakl zadebiutował w Alliance Theatre w Atlancie w styczniu 2011 roku, po czym udał się na trasę po Stanach Zjednoczonych. Ostatnie przedstawienie miało miejsce 30 grudnia 2012 roku. Został nominowany do nagród Tony za najlepszy musical i najlepszą choreografię.
W 2011 roku Miranda wystąpił gościnnie w odcinku Współczesnej rodziny. Rok później zagrał rolę Charleya w Merrily We Roll Along i w Niezwykłym życiu Timothy’ego Greena jako Reggie. W Do No Harm wcielił się w rolę doktora Rubena Marcado, którą zagrał we wszystkich trzynastu odcinkach serialu.
W 2013 roku wystąpił w Jak poznałem waszą matkę jako Gus. W 2014 roku dołączył do The Skivvies, indierockowego duetu komediowego. W tym samym roku napisał muzykę i tekst do trwającego piętnaście minut musicalu 21 Chump Street oraz wystąpił w musicalu Tick, Tick... Boom!.

### Hamilton(2015–2016)

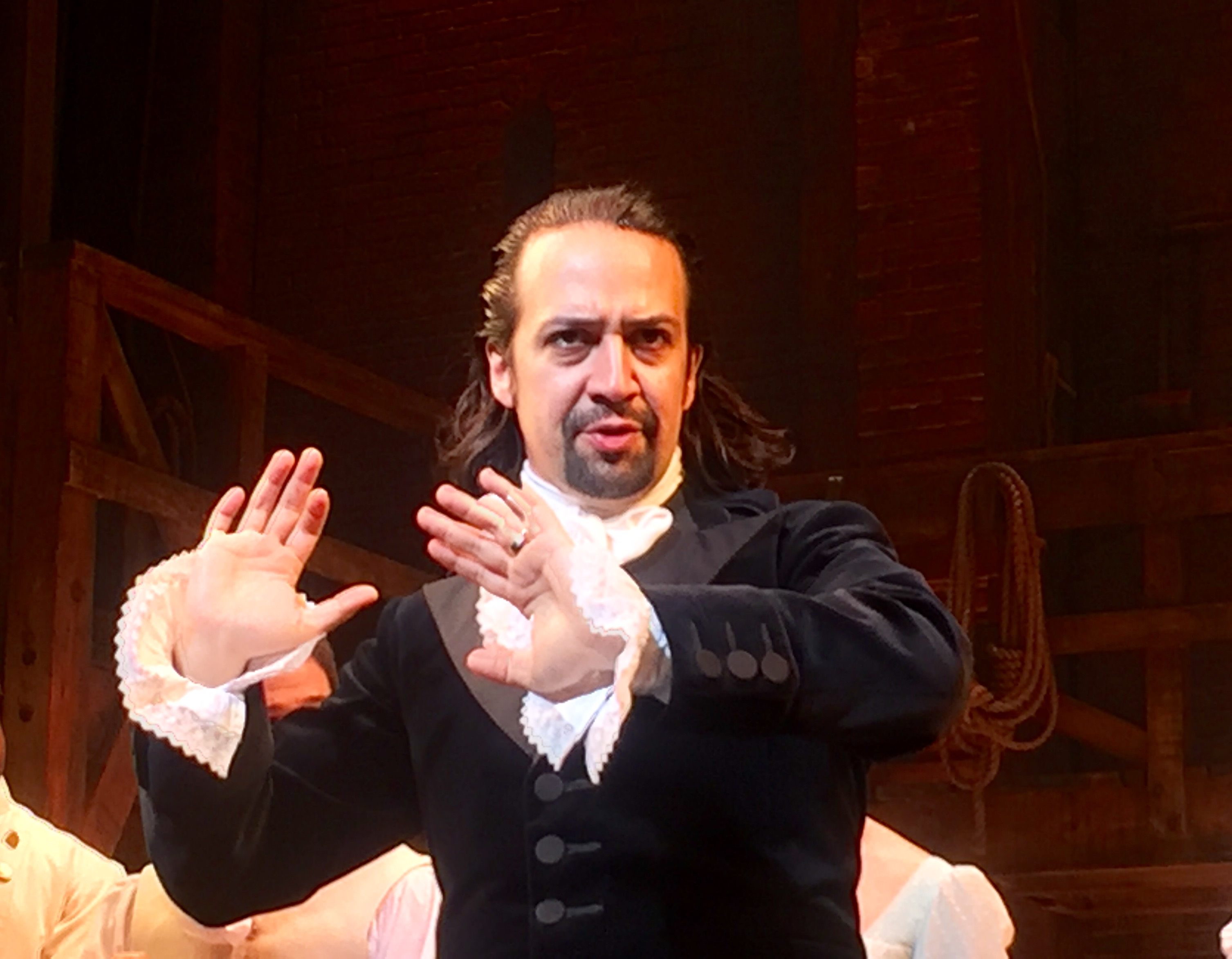
Miranda w tytułowej roli Hamiltona, 2016 r.

W czerwcu 2008 roku Miranda przeczytał biografię Alexandra Hamiltona autorstwa Rona Chernowa. Zaintrygowany postacią pierwszego sekretarza skarbu Stanów Zjednoczonych napisał rapowany utwór, który następnie przedstawił 12 maja 2009 roku na wieczorku poetyckim zorganizowanym przez prezydenta Stanów Zjednoczonych Baracka Obamę. Do 2012 roku Miranda napisał i skomponował znaczną część utworów o życiu Hamiltona.
Hamilton zadebiutował w styczniu 2015 roku na scenie The Public Theater na Off-Broadwayu. Miranda ponowił współpracę z Thomasem Kailem, reżyserem jego wcześniejszego dzieła In the Heights. Uzyskując bardzo przychylne recenzje i wysokie wyniki sprzedaży biletów, przedstawienie przeniosło się na Broadway w sierpniu tego samego roku.
Na prośbę J.J. Abramsa Lin-Manuel Miranda skomponował fragmenty muzyki do Gwiezdnych wojen: Przebudzenia Mocy, w tym piosenkę do sceny w kantynie.
W kwietniu 2016 roku Miranda i Jeremy McCarter wydali książkę zatytułowaną Hamilton: The Revolution, która opisuje szczegóły związane z produkcją Hamiltona, realizacją początkowego pomysłu oraz wpływu kulturowego spektaklu.
Lin-Manuel Miranda wcielił się w rolę Alexandra Hamiltona po raz ostatni 9 lipca 2016 roku. Zastąpił go Javier Muñoz.

### PoHamiltonie(od 2016)
Miranda wraz z Opetaia Foa'i skomponował piosenki do filmu animowanego Vaiana: Skarbu oceanu, który miał swoją premierę w 2016 roku. Ścieżkę dźwiękową natomiast skomponował Mark Mancina. Miranda wykonał następujące utwory w filmie: We Know The Way oraz jego repryzę (wraz z Opetaia Foa'i), a także You're Welcome w wersji z napisów końcowych (w duecie z Jordanem Fisherem).
Za piosenkę „How Far I'll Go“ otrzymał nominację do Złotego Globu.

## Życie prywatne
W 2010 Miranda poślubił Vanessę Adrianę Nadal, przyjaciółkę ze szkoły średniej. Mają dwóch synów: Sebastiana (ur. 10 listopada 2014) oraz Francisco (ur. 2 lutego 2018).

## Praca w teatrze
- 1999, 2005, 2007, 2008–2011: In the Heights jako Usnavi (również kompozytor i autor tekstów)
- 2009: West Side Story (tłumaczenie dialogów na język hiszpański)
- 2011: Working (autor dwóch piosenek)
- 2012: Merrily We Roll Along jako Charley
- 2012: Bring It On: The Musical (kompozytor i autor tekstów)
- 2014: 21 Chump Street jako narrator (również kompozytor i autor tekstów)
- 2014: Tick, Tick... Boom! jako Jon
- 2015–2016: Hamilton jako Alexander Hamilton (również kompozytor i autor tekstów)
- 2016: Les Misérables jako oficer (głos z offu)

## Filmografia
- 1996: Clayton's Friends jako Pete (również scenarzysta, producent, reżyser)
- 2007: Rodzina Soprano jako Bellman (jeden odcinek)
- 2009–2012: Ulica Sezamkowa jako Freddy Flapman i Lamb-Manuel Miranda (2 odcinki, również kompozytor)
- 2009–2010: Dr House jako Juan „Alvie“ Alvarez (3 odcinki)
- 2009–2010: The Electric Company jako Mario i on sam (17 odcinków, również kompozytor)
- 2011: Współczesna rodzina jako Guillermo (jeden odcinek)
- 2012: Niezwykłe życie Timothy’ego Greena jako Reggie
- 2012: The Polar Bears jako Rak
- 2012: Submissions Only jako Auditioner #1 (jeden odcinek)
- 2012: Freestyle Love Supreme jako on sam
- 2013: 200 Cartas jako Raul
- 2013: Do No Harm jako Ruben Marcado (11 odcinków)
- 2013: Smash jako on sam (jeden odcinek)
- 2013: Jak poznałem waszą matkę jako Gus (jeden odcinek)
- 2015: Gwiezdne wojny: Przebudzenie Mocy jako Shag Kava (głos, również kompozytor)
- 2016: Studio Heads jako on sam
- 2016: Vaiana: Skarb oceanu (kompozytor, śpiew)
- 2016: Inside Amy Schumer jako on sam (jeden odcinek)
- 2016: Last Week Tonight with John Oliver jako on sam (jeden odcinek)
- 2016: Difficult People jako on sam (jeden odcinek)
- 2016: Saturday Night Live (gospodarz, jeden odcinek)
- 2016: Drunk History jako on sam (jeden odcinek)
- 2017: Speech & Debate jako The Genie
- 2017: BoJack Horseman jako Crackerjack Sugarman (jeden odcinek)
- 2018: Mary Poppins powraca jako Jack
- 2019: His Dark Materials jako Lee Scoresby
- 2020: Hamilton jako Alexander Hamilton i kompozytor
- 2021: Vivo jako Vivo (głos)
- 2021: Nasze magiczne Encanto (napisał piosenki)
- 2021: Tick, tick…BOOM! (reżyser)[19]
- 2023: Mała Syrenka (kompozytor)[20]
- 2023: Percy Jackson i bogowie olimpijscy jako Hermes

## Publikacje
- 2016: Hamilton: The Revolution razem z Jeremym McCarterem
- 2016: „Stop the Bots From Killing Broadway“ (artykuł dla The New York Times)
- 2016: „Give Puerto Rico Its Chance to Thrive“ (artykuł dla The New York Times)

## Dyskografia

### Albumy obsadowe
- 2008: In the Heights
- 2014: 21 Chump Street
- 2015: Hamilton

### Single
- 2016: „Jabba Flow“ z Gwiezdne wojny: Przebudzenie Mocy
- 2016: „Love Make the World Go Round“ wspólnie z Jennifer Lopez
- 2016: „What the World Needs Now Is Love“ wspólnie z Broadway for Orlando